# Velocidad de sincronismo
La velocidad de sincronismo en una máquina eléctrica de corriente alterna es la velocidad a la que gira el campo magnético rotante.

## Cálculo de la velocidad de sincronismo
La velocidad de sincronismo en una máquina de corriente alterna depende del número de polos y de la frecuencia de la red de suministro eléctrico.
{\displaystyle \omega _{\mathrm {sinc} }={1 \over p}\omega _{\mathrm {rot} }={2\pi f_{e} \over p}}
donde {\displaystyle f_{e}} es la frecuencia del sistema, en Hz, y {\displaystyle p} es el número de pares de polos en la máquina. Estando así la velocidad ω dada en radianes por segundo (rad/s), y la velocidad n dada revoluciones por minuto (rpm).

## Consideraciones
- La velocidad de sincronismo en una máquina síncrona es igual a la velocidad del rotor.
- La velocidad de sincronismo en un motor asíncrono es levemente superior a la velocidad del rotor, de esta forma se genera una tensión inducida en el devanado rotórico. En el caso opuesto funcionará como un generador. El motor asíncrono nunca gira a velocidad síncrona. Por lo tanto, la velocidad a la que gira se denomina velocidad subsíncrona y el motor se denomina motor asíncrono.[1]